# Коллинз, Алекс
Алекс Коллинз (англ. Alex Collins; 26 августа 1994, Форт-Лодердейл, Флорида — 13 августа 2023, Лодердейл-Лейкс, там же) — американский футболист, раннинбек. Выступал в НФЛ с 2016 по 2021 год. На студенческом уровне играл за команду Арканзасского университета, обладатель рекорда программы по количеству выносных тачдаунов за сезон. На драфте НФЛ 2016 года был выбран в пятом раунде. Погиб в результате дорожной аварии.

## Биография
Алекс Коллинз родился 26 августа 1994 года в Форт-Лодердейле во Флориде. Сын Джонни Коллинза и Андреа Макдоналд. Учился в старшей школе Саут Плантейшен, играл в составе её футбольной команды на позиции раннинбека. Признавался лучшим футболистом и лучшим спортсменом года в округе Брауард. Играл в лякросс, в составе школьной команды в беге 4 по 100 метров выигрывал чемпионат штата. На момент окончания школы входил в число двадцати лучших молодых игроков страны, по версии 247Sports был лучшим бегущим среди выпускников школ. В 2013 году поступил в университет Арканзаса.

### Любительская карьера
В 2013 году Коллинз дебютировал в футбольном турнире NCAA, став первым в истории конференции SEC новичком, набиравшим не менее 100 выносных ярдов в первых трёх матчах карьеры. Всего он принял участие в двенадцати играх, набрав 1026 ярдов с четырьмя тачдаунами. До него преодолеть отметку в 1000 выносных ярдов в первом сезоне карьеры удавалось лишь одному игроку «Арканзаса». По итогам сезона Коллинз был признан лучшим новичком конференции, а также вошёл в символические сборные новичков SEC и NCAA.
В сезоне 2014 года он принял участие в тринадцати играх, набрав 1100 ярдов. Ранее в истории команды начать карьеру с двух сезонов подряд с 1000 выносных ярдов удалось только Даррену Макфаддену. В 2015 году Коллинз сыграл тринадцать матчей, проведя один из лучших с точки зрения статистики сезонов в истории университета. Он набрал 1577 ярдов и занёс 20 тачдаунов, установив новый рекорд программы, претендовал на награду Доука Уокера лучшему раннинбеку студенческого футбола.
Суммарно за три года карьеры Коллинз провёл 38 игр, в том числе 14 в стартовом составе команды, набрав 3703 ярда с 36 тачдаунами. По набранным ярдам он стал вторым в истории университета, по количеству тачдаунов на выносе — четвёртым. Он стал всего третьим после Даррена Макфаддена и Хершела Уокера игроком конференции SEC, в трёх сезонах преодолевавшим отметку в 1000 выносных ярдов.

#### Статистика выступлений в NCAA
| Сезон | Команда               | Игры | Приём | Приём | Приём | Приём | Вынос | Вынос | Вынос | Вынос |
| Сезон | Команда               | Игры | Rec   | Yds   | Y/A   | TD    | Att   | Yds   | Y/A   | TD    |
| ----- | --------------------- | ---- | ----- | ----- | ----- | ----- | ----- | ----- | ----- | ----- |
| 2013  | Нортвестерн Уайлдкэтс | 12   | 11    | 63    | 5,7   | 0     | 190   | 1026  | 5,4   | 4     |
| 2014  | Нортвестерн Уайлдкэтс | 13   | 3     | 9     | 3,0   | 0     | 204   | 1100  | 5,4   | 12    |
| 2015  | Нортвестерн Уайлдкэтс | 13   | 13    | 95    | 7,3   | 0     | 271   | 1577  | 5,8   | 20    |
| Всего | Всего                 | 38   | 27    | 167   | 6,2   | 0     | 665   | 3703  | 5,6   | 36    |

### Профессиональная карьера
Перед драфтом НФЛ 2016 года издание Bleacher Report характеризовало Коллинза как раннинбека, предпочитающего действовать в жёсткой силовой манере, выделяющегося своей подвижностью и умением выбрать подходящий момент для рывка. Среди его минусов называли нехватку скорости, небольшое число ярдов, набираемых после контакта с соперником, невысокую эффективность в пасовом нападении и большое количество потерь мяча. Коллинзу прогнозировали выбор во втором или третьем раунде, сравнивая его с игроком Денвера Си Джеем Андерсоном.
Коллинз был выбран «Сиэтлом» в пятом раунде под общим 171-м номером. Он стал одним из трёх задрафтованных клубом бегущих, которых рассматривали как потенциальную замену ушедшему Маршону Линчу. В мае 2016 года он подписал с «Сихокс» четырёхлетний контракт на общую сумму 2,2 млн долларов. В дебютном сезоне Коллинз принял участие в одиннадцати играх регулярного чемпионата, набрав 125 ярдов. Перед стартом сезона 2017 года «Сиэтл» отчислил игрока, после чего он подписал контракт с «Балтимором».
В составе «Рэйвенс» в 2017 году Коллинз провёл пятнадцать матчей, в том числе двенадцать в роли стартового раннинбека, и набрал 973 ярда с шестью тачдаунами. После окончания сезона он получил статус эксклюзивного свободного агента. В апреле 2018 года он подписал с командой новый контракт. Во втором сезоне в «Балтиморе» эффективность его игры снизилась. Коллинз сыграл в десяти матчах, набрав 411 ярдов с семью тачдаунами, проиграв борьбу за место в составе новичку Гасу Эдвардсу. В марте 2019 года Коллинз был арестован после дорожной аварии и клуб, не дожидаясь официально предъявленных обвинений, принял решение о его отчислении. Позднее против игрока были выдвинуты обвинения в хранении марихуаны и огнестрельного оружия. Коллинз подписал досудебное соглашение о признании вины, получив восемнадцать месяцев испытательного срока без надзора со стороны полиции. Лига наложила на него трёхматчевую дисквалификацию, которая была снята в ноябре 2019 года.
В ноябре 2020 года Коллинз вернулся в «Сихокс». До конца регулярного чемпионата он успел сыграть за клуб в трёх матчах, набрав 77 ярдов с двумя тачдаунами. В феврале 2021 года он подписал с «Сиэтлом» новый контракт. Успешно проведя предсезонную подготовку, Коллинз закрепился в составе, а с пятой недели чемпионата, после травм Рашада Пенни и Криса Карсона, занял место стартового раннинбека. Позднее он сам получил травму паха, из-за которой пропустил пять матчей в заключительной части сезона. Всего он провёл одиннадцать игр, набрав 411 ярдов с двумя тачдаунами.
В 2022 году Коллинз не смог подписать контракт ни с одним из клубов НФЛ и пропустил сезон. В январе 2023 года он подписал соглашение с клубом Футбольной лиги Соединённых Штатов «Мемфис Шоуботс». В составе команды он провёл три игры, набрав выносом 98 ярдов с тачдауном.

#### Статистика выступлений в НФЛ

##### Регулярный чемпионат
| Сезон | Команда          | Игры | Приём | Приём | Приём | Приём | Вынос | Вынос | Вынос | Вынос |
| Сезон | Команда          | Игры | Rec   | Yds   | Y/A   | TD    | Att   | Yds   | Y/A   | TD    |
| ----- | ---------------- | ---- | ----- | ----- | ----- | ----- | ----- | ----- | ----- | ----- |
| 2016  | Сиэтл Сихокс     | 11   | 11    | 84    | 7,6   | 0     | 31    | 125   | 4,0   | 1     |
| 2017  | Балтимор Рэйвенс | 15   | 23    | 187   | 8,1   | 0     | 212   | 973   | 4,6   | 6     |
| 2018  | Балтимор Рэйвенс | 10   | 15    | 105   | 7,0   | 1     | 114   | 411   | 3,6   | 7     |
| 2020  | Сиэтл Сихокс     | 3    | 1     | 4     | 4,0   | 0     | 18    | 77    | 4,3   | 2     |
| 2021  | Сиэтл Сихокс     | 11   | 9     | 87    | 9,7   | 0     | 108   | 411   | 3,8   | 2     |
| Всего | Всего            | 50   | 59    | 467   | 7,9   | 1     | 483   | 1997  | 4,1   | 18    |

##### Плей-офф
| Сезон | Команда      | Игры | Приём | Приём | Приём | Приём | Вынос | Вынос | Вынос | Вынос |
| Сезон | Команда      | Игры | Rec   | Yds   | Y/A   | TD    | Att   | Yds   | Y/A   | TD    |
| ----- | ------------ | ---- | ----- | ----- | ----- | ----- | ----- | ----- | ----- | ----- |
| 2016  | Сиэтл Сихокс | 2    | 3     | 28    | 9,3   | 0     | 8     | 27    | 3,4   | 0     |
| 2020  | Сиэтл Сихокс | 1    | 0     | 0     | 0,0   | 0     | 0     | 0     | 0,0   | 0     |
| Всего | Всего        | 3    | 3     | 28    | 9,3   | 0     | 8     | 27    | 3,4   | 0     |

## Смерть
Тринадцатого августа 2023 года Коллинз в городе Лодердейл-Лейкс на своём мотоцикле столкнулся с автомобилем, который не пропустил его при повороте налево. В результате аварии он погиб на месте. Ему было 28 лет.